# Ben Komproe
Bernhard Maximiliaan Johan (Ben) Komproe (Willemstad, 22 oktober 1942 – aldaar, 11 oktober 2004) was een Curaçaos politicus, voormalig minister-president van de Nederlandse Antillen en minister van Justitie.
Komproe had een Surinaamse vader, en was een gedreven socialist. Voor de politiek was hij directeur scheepvaart van Curaçao.
Hij was lid van de partij Frente Obrero Liberashon (FOL) en stond bij de verkiezingen van 5 mei 2003 op nummer vijf van de lijst. Toen de leider van de partij, Anthony Godett, wegens een gerechtelijk onderzoek niet tot formateur kon worden benoemd, benoemde gouverneur Goedgedrag Komproe als formateur van het kabinet-Godett. Hierna was hij tijdelijk twintig dagen minister-president van de Nederlandse Antillen, van 22 juli tot 11 augustus 2003. Daarna werd deze post ingenomen door Mirna Louisa-Godett, de zus van Anthony Godett. Komproe werd gesommeerd in het regeringscentrum Fort Amsterdam naast de Godetts een kamer te nemen. Zo konden ze hem aanwijzingen geven, hoe partijgenoten uit handen van justitie gered dienden te worden.

## Ministerschap
Als minister van Justitie droeg hij het Recherchesamenwerkingsteam (RST) op een onderzoek naar zijn broer Hedwig Komproe te staken. Ook vond hij dat het RST uit meer Antillianen moest bestaan. In 2003 bestond het team nog uit een meerderheid van Nederlanders. Komproe zei dat hij dit ook heeft gezegd tegen zijn Nederlandse collega Donner tijdens een justitieel overleg in Den Haag. Ook kennisoverdracht op de lokale rechercheurs is een taak van het RST, maar dat gebeurde te weinig, vond Komproe. 'De Nederlanders maken nog te veel de dienst uit binnen het RST', aldus Komproe. Hij wou dat meer Antillianen deel gingen uitmaken van de leiding van de teams op Curaçao en Sint Maarten.
In januari 2003 ging hij de confrontatie aan met het openbaar ministerie en dreigde hij procureurgeneraal Dick Piar te ontslaan. Piar had zonder dat Komproe dat wist geluncht met de Nederlandse ministers De Graaf (koninkrijksrelaties) en Donner (justitie).
Toen bovendien bekend werd dat Komproe zijn positie had misbruikt om partijgenoot Nelson Monte uit de gevangenis te houden, werd hij door het Antilliaanse parlement afgezet. Dit leidde op 5 april 2004 tot de val van het kabinet-Godett.
Na zijn aftreden werd een gerechtelijk onderzoek ingesteld naar het optreden van Komproe als minister. Onder meer werd de gang van zaken op het openluchtbordeel Campo Alegre onderzocht. Komproe zou tientallen prostituees uit Colombia en de Dominicaanse Republiek een vrijbrief hebben verstrekt, op basis waarvan zij legaal op Curaçao zouden mogen verblijven en werken. Ook verleende hij gunsten aan Giovanni van Ierland, de gedetineerde eigenaar van het bordeel. Hij zou voorts van plan zijn geweest de aanvragen voor verblijfsvergunningen van de prostituees persoonlijk af te handelen, en zou daartoe een stempel hebben besteld. In juli 2004 oordeelde de rechter dat Komproe niet bevoegd was tot het verstrekken van een vrijbrief.

## Gevangenschap en overlijden
In september 2004 zou Komproe voor de FOL zitting nemen in de Eilandsraad van Curaçao. Hij werd echter op 6 september gearresteerd, op verdenking van corruptie, valsheid in geschrifte, en lidmaatschap van een criminele organisatie. Op 24 september werd de gevangenhouding van Komproe opgeschort, nadat hij tijdens de verhoren onwel werd; een spoedoperatie moest zijn maagbloedingen stoppen. Na de operatie is Komproe in een coma geraakt en niet meer bij kennis geweest. Hij overleed op 61-jarige leeftijd.
Na zijn dood eiste zijn partij de FOL een diepgaand onderzoek naar de dood van Komproe. Volgens de FOL was hij nog gezond toen hij op 6 september werd gearresteerd. De latere premier Etienne Ys was bereid een onafhankelijk onderzoek naar de dood van Komproe te steunen. Een rapport van de Inspectie voor de Volksgezondheid suggereert dat hij waarschijnlijk is overleden aan interne bloedingen als gevolg van langdurige stress, en niet door de gevolgen van slechte medische verzorging in de gevangenis. In het rapport plaatst de inspecteur vraagtekens bij de medische behandeling van Komproe in de gevangenis, maar constateert tegelijkertijd dat Komproe al ziek was voordat hij de gevangenis inging.
Moises Frumencio da Costa Gomez · 
Efraïn Jonckheer · 
Ciro Kroon ·
Gerald Sprockel ·
Ernesto Petronia ·
Ronchi Isa ·
Otto Beaujon · 
Juancho Evertsz · 
Lucina da Costa Gomez-Matheeuws ·
Boy Rozendal ·
Miguel Pourier · 
Don Martina ·
Maria Liberia-Peters · 
Suzy Camelia-Römer ·
Alejandro Felippe Paula · 
Etienne Ys ·
Ben Komproe ·
Mirna Louisa-Godett ·
Emily de Jongh-Elhage